# Холокост в Болгарии
Холокост в Болгарии (болг. Холокост в България) — преследование и уничтожение евреев в Болгарии и на присоединённых к ней территориях в период Второй мировой войны в рамках политики нацистов по «окончательному решению еврейского вопроса». Несмотря на то, что Болгария в войне была союзником Германии, в ней от уничтожения было спасено почти всё еврейское население.

## Евреи в Болгарии до войны
Несмотря на сильные антисемитские настроения в Болгарии, положение евреев в стране было достаточно стабильным и безопасным. Накануне Второй мировой войны в Болгарии проживало около 50 тысяч евреев.

## Ход событий
Установление союза с Германией и введение антисемитского законодательства происходили параллельно.
В 1940 году правительство Богдана Филова ввело антиеврейское законодательство, похожее на немецкое.
23 января 1941 года вступил в силу «Закон о защите нации», который запрещал евреям участвовать в голосовании, выдвигать кандидатуру на пост премьер-министра, работать в правительстве, служить в армии, вступать в брак или жить в гражданском браке с этническими болгарами, быть собственниками сельскохозяйственных земель и др. Были установлены максимальные квоты для евреев в университетах. Против закона выразили протест не только еврейские лидеры, но также Болгарская православная церковь, Болгарская коммунистическая партия и деятели культуры.
1 марта 1941 года был подписан протокол о присоединении Болгарии к пакту «Рим — Берлин — Токио».
В июле 1941 года был принят «Закон о единовременном налоге с имущества лиц еврейского происхождения» (болг. Закон за еднократния данък върху имуществата на лицата от еврейски произход), в соответствии с которым лица еврейского происхождения, проживавшие на территории Болгарии, должны были выплатить дополнительный налог на имущество.
В рамках ограничений, наложенных на евреев в части владения имуществом, началась национализация и распродажа еврейской собственности. Деньги от распродажи поступали в Болгарский народный банк и составили к марту 1943 года 307 млн левов. Аукционы по продаже еврейской собственности сопровождались массовой коррупцией и прямым воровством со стороны государственных служащих. Одноразовый налог на имущество евреев был установлен в размере 20 % (25 % на имущество свыше 3 млн левов), сумма сборов составила 1,4 млрд левов — около пятой части всех налогов того времени.
В августе 1942 года при министерстве внутренних дел Болгарии был создан комиссариат по еврейским делам (Комисарство по еврейските въпроси) во главе с полковником Александром Белевым. В январе 1943 года в Софию прибыл представитель СС, заместитель Адольфа Эйхмана Теодор Даннекер с задачей организовать депортацию евреев в лагеря смерти в Польше. 22 или 23 февраля Даннекер подписал с Белевым соглашение о депортации 20 тысяч евреев Македонии и Фракии. Позже Белев вычеркнул уточнение по Македонии и Фракии, и, таким образом, угроза депортации нависла над всей еврейской общиной Болгарии.

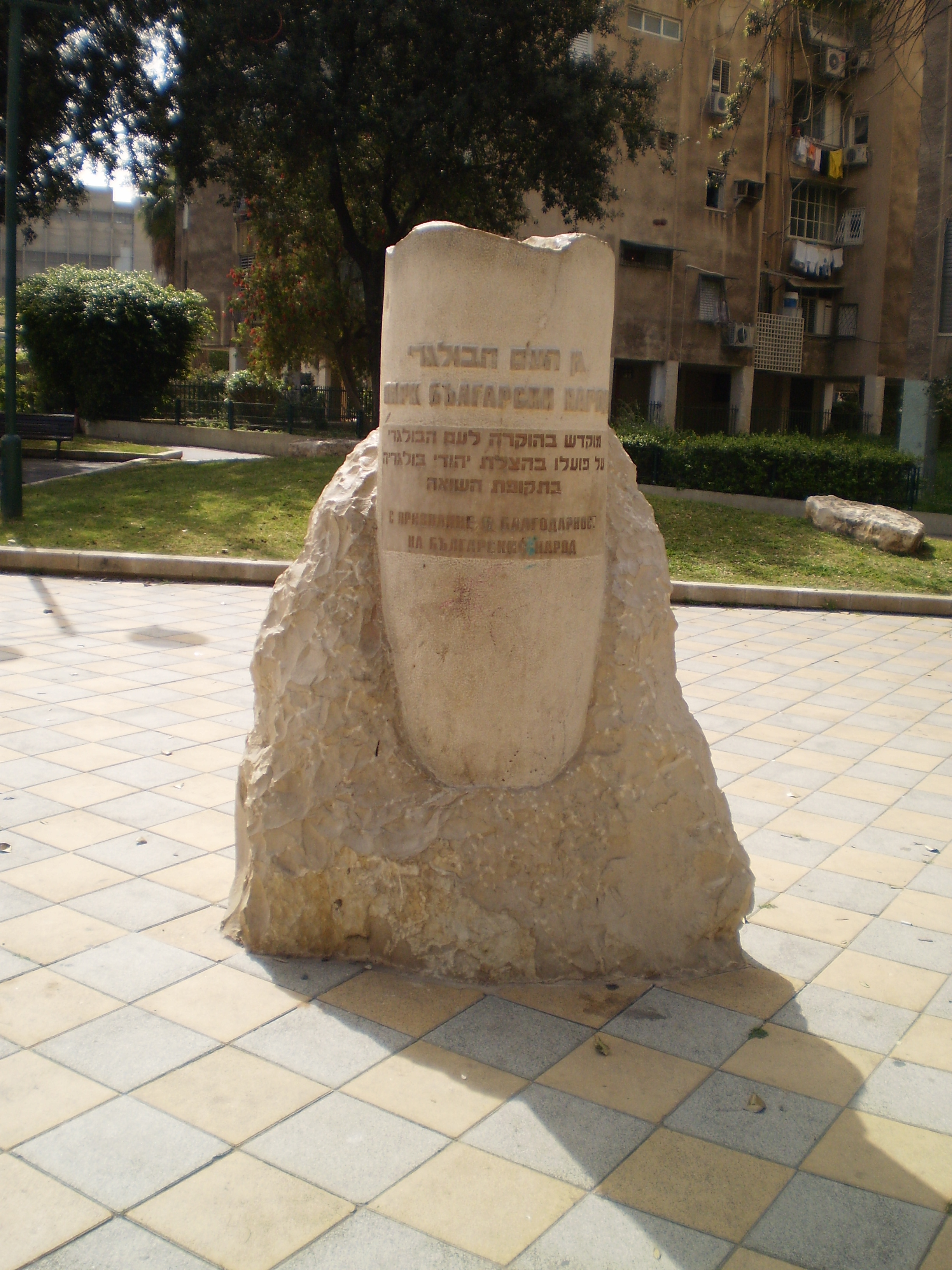
Монумент в Яффо (Израиль) в честь болгарских праведников мира, спасавших евреев от геноцида

Решение о депортации евреев вызвало массовый протест. В столице прошли манифестации в защиту евреев, против высказалась православная церковь, интеллигенция, политические партии и депутаты Народного собрания. Большую роль сыграла позиция вице-спикера парламента Димитра Пешева. Пешев, получивший сообщение о готовящейся акции, начал собирать единомышленников в парламенте и предъявил министру внутренних дел Габровски ультиматум о публичном скандале, если акция будет проведена тайно. В результате планируемая на вечер 23 марта тайная операция была приостановлена, а массовые протесты довершили дело.
Царь Борис III заявил немецкому послу Адольфу Беккерле: «Евреи моей страны — её подданные и всякое посягательство на их свободу мы воспримем как оскорбление болгарам». Премьер-министр Болгарии Богдан Филов записал в своём дневнике: «Его величество полностью отменил меры, принятые против евреев».
24 февраля 1942 года в Чёрном море советская подводная лодка Щ-213 потопила болгарский корабль «Струма» с 769 еврейскими беженцами на борту, спасся только один пассажир.
После смерти царя Бориса III в августе 1943 года новое правительство во главе с Добри Божиловым смягчило отношение к евреям, чтобы показать державам антигитлеровской коалиции готовность Болгарии проводить более независимую от Германии политику. 29 августа 1944 года все антиеврейские ограничения были отменены новым правительством Болгарии в рамках восстановления отношений с антигитлеровской коалицией. В марте 1945 года был принят закон реституции отнятой еврейской собственности, однако он практически не осуществлялся.
Болгария была единственной страной под немецким влиянием или контролем, в которой еврейское население фактически увеличилось за годы войны — с 45 565 в 1934 году до 49 172 в 1945 году. Израильский Институт Катастрофы и героизма Яд ва-Шем за спасение евреев в годы Холокоста присвоил 20 болгарам почётное звание «Праведник народов мира».

## Уничтожение евреев Фракии и Македонии
После оккупации немецкими войсками Греции и Югославии в качестве союзнической благодарности за использование болгарской территории как плацдарма для атаки на эти страны, Германия в апреле 1941 года передала Болгарии югославскую Македонию и греческую Фракию. В Македонии проживало около 8000, во Фракии — около 6000 евреев.
Этих евреев по согласованию с немцами болгарские власти в 1943 году депортировали в лагеря смерти. Организацией депортации занимались министр внутренних дел Болгарии Пётр Габровский и глава комитета по делам евреев Александр Белев.
4 марта 1943 года более 4000 фракийских евреев были арестованы и направлены в транзитные лагеря до 18-19 марта 1943 года. Затем они были перевезены в Освенцим. 11 марта 1943 года македонские евреи были арестованы и направлены в транзитный лагерь в Скопье. Одиннадцать дней спустя, 165 из задержанных, в основном врачи, фармацевты и иностранцы были освобождены. Остальные были депортированы в Треблинку.
11 343 еврея Македонии и Фракии погибли в лагерях смерти.

## После войны
Ответственные за преследование болгарских евреев Богдан Филов, Пётр Габровский и Александр Белев после войны были обвинены в государственной измене и приговорены к смерти. Филов и Габровский были казнены 1 февраля 1945 года, приговор обоим отменён в 1996 году. Белев был приговорён заочно, затем арестован и покончил жизнь самоубийством.
В 2009 году в Болгарии было предпринято несколько попыток увековечить память Богдана Филова. Категорический протест против этого высказали посольство Израиля, местные еврейские организации и ряд болгарских политиков.
В 2012 г. в Македонии вышел фильм Д. Митревского «Третий тайм», в котором были показаны гонения на евреев. Болгарские политики сочли картину оскорбительной.